# Неровецкий, Александр Иннокентьевич
Александр Иннокентьевич Неровецкий (17 марта 1884, Черкассы — 31 декабря 1950) — советский ученый, специалист в области строительного производства, действительный член Академии архитектуры УССР.

## Биография
Родился в Черкассах 17 марта 1884 года в семье врача.
В 1901 году окончил Черкасскую гимназию с золотой медалью и в том же году поступил в Киевский университет на математический факультет, откуда весной 1902 года был исключен за участие в студенческих волнениях. Осенью этого же года выдержал конкурсный экзамен в Киевский политехнический институт на инженерно-строительное отделение, которое окончил в 1907 году с дипломом 1-й степени и званием инженера-строителя.
В годы первых пятилеток с 1922 года занимался строительством промышленных, шахтных и гражданских зданий и сооружений в промышленных районах Донбасса и Приднестровя. Работал на руководящих должностях в ряде крупных строительных организаций Украины. В 1925 году А. И. Неровецького назначен техническим директором и главным инженером республиканского объединения «Индбуд». Под его руководством разрабатывались и воплощали в жизнь новые эффективные строительные конструкции и изделия. Важнейшим результатом его исследований стало внедрение скоростных методов строительства. Впервые в мире были разработаны технические условия на производство строительных и специальных работ в зимний период. Также возглавлял «Укрдержбуд», «Пивденномонтажбуд», «Укрбудобьеднання» и другие.
После отвоевания Киева в ноябре 1943 года советскими войсками, принимал участие в работе компетентной комиссии по определению первоочередных работ по восстановлению города. Давал конкретные рекомендации для укрепления строительных конструкций в результате чего удалось сохранить для дальнейшей эксплуатации много жилых домов.
В 1941 году инженер-новатор был избран членом-корреспондентом Академии архитектуры СССР, а в 1945 году — действительным членом Академии архитектуры УССР. Во время своей работы в Академии архитектуры УССР А. И. Неровецький руководил Редакционно издательским советом, был избран руководителем отдела строительных наук и директором института строительной техники. Кроме того, он руководил многими другими ответственными структурными элементами Академии архитектуры УССР. Впоследствии А. И. Неровецький был избран вице-президентом Академии архитектуры УССР.
За заслуги перед Отечеством гражданский инженер был отмечен почетными наградами, такими как орден «Знак Почета» и медаль «За доблестный труд в Великой Отечественной войне 1941-1945 гг».

## Проекты
Под руководством Неровецького выполнены следующие строения:
- Строительство Льговского узла Московско-Воронежской и Северо-Донецкой железной дороги (1911—1912)
- Строительство пяти крупных кессонных мостов через Десну в Чернигове и у села Витемли, через Северский Донец, через реки Куму и Пидкумок, а также 20 средних и малых железнодорожных мостов и труб, пять деревянных мостов, всего 30 различных мостов
- Построено более 100 км железнодорожных путей, 5 вокзалов и станций.

Участвовал в строительстве и реконструкции крупных промышленных объектов Украины:
- Реконструкция  Днепропетровского, Днепродзержинского, Енакиевского, Ворошиловского и Макеевского металлургических заводов, Одесской и Новобаварское текстильных фабрик;
- Строительство Днепропетровского, Днепродзержинского, Макиевский, Ворошиловского коксохимических заводов, Никопольского трубопрокатного, турбино-генераторного, станкостроительного, Краматорского машиностроительного,  Киевской кинофабрики, Ворошиловоградская паровозобудивельного, Пантелеймоновский огнеупорный завод, Веселоподольского сахарного завода, швейной и обувной фабрик в Киеве, обувной фабрики в  Одессе, более 15 поликлиник и больниц, Центральный почтамт, тракторный, турбинный и станкостроительный заводы, клуб строителей Харькове, большое количество жилых домов;

## Научная и педагогическая деятельность
Руководил кафедрой строительного производства в украинской Промакадемии (1931—1934), Харьковском инженерно-строительном институте (1934—1941),  Магнитогорском горно-металлургическом институте (1942—1944), и в Киевском инженерно-строительном институте (1944—1950).

### Публикации
- «Основы строительного производства», т. 1, Харьков — Киев. 1934;
- «Скоростное строительство», 1939;
- «Строительное производство», 1941;
- «Задача индустриализации жилищного строительства в Украине», 1948;
- «Основы организации и экономики строительства», ч. 1, Киев — Львов, 1948 и ряда других.

Всего более 300 научных работ, учебников.